# Battle for money 戦闘中
『battle for money 戦闘中』（バトル・フォー・マネー せんとうちゅう）は、2012年（平成24年）からフジテレビ系列で不定期に放送されているサバイバルゲームバラエティ番組。第1回から第9回までと第12回からの正式タイトルは『battle for money 戦闘中』であり第12回から正式タイトルに変更、略称としては『BFM』が使用され、第10回から第11回まで『BFW』に略称が変更された。

## 概要
『run for money 逃走中』および『クロノス』から派生したものであり、同スタッフが制作した同形態の番組としては、『ジャンプ!○○中』の『護衛中』コーナー以来、4年2か月ぶりとなる「逃走中以外のクロノスゲーム」である。『護衛中』と同じくドッジボールをベースにした内容で、決められた時間内に他のプレイヤーを撃破し合い、最後に残った1人が勝者となる。2012年、ATP賞における情報・バラエティ部門にて優秀賞を受賞した。
第8回と第9回は過去のものと異なるルール（詳細後述）で実施。
第10回からは個人戦が復活し、前述の通り番組タイトルの変更が行われた。
第12回では番組タイトルが第9回までのものに再度変更され、賞金制度が復活した。

## 基本ルール
「パイロット版・第1回から第7回までの第1期」「第8回・第9回の第2期」「第10回・第11回の第3期｣「第12回以降の第4期」「ハワイ編」ごとにルールが大きく異なるため、それぞれ別々に記載する。

### 第1期
「プレイヤー」
タレント等の有名人が10名以上の規模で参加。全ての相手をボールで撃破するのが目的。携帯電話・地図が渡され、互いの通信は携帯電話で行える。女性プレイヤーには盾（手持ち式）も支給される。情報はメールで全員の携帯電話に通知される。
「戦闘の誓い」
互いに撃破をするサバイバル対戦形式のゲームにつき、真剣に取り組もうという内容をゲーム開始前に宣誓する（第1回より）。形式はそれぞれ異なるが、主な定型文は以下の通り。
- 一 、 ゲーム中は真剣勝負を楽しむこと
- 一 、 ルールを守り全力で勝ちにいくこと
- 一 、 勝者へのリスペクト（敬意）を忘れないこと

「バトルボール」
本番組で相手プレイヤーを撃破するためのボールの名称。所持数に制限はなく、第1回以降は無数の穴を開けることで一度に多数を所持しやすくしたほか、中心部分が光るため物陰にあっても発見しやすい。相手にノーバウンドでボールを当てられると「撃破」（失格）となり、ゲームから排除され「敗者の部屋」に収監される（ペア戦の場合はどちらかが撃破されると失格になる）。ボールには色が付けられており、ゲーム経過に影響することもある（下記参照）。命中後ボールが地面に落ちる前にキャッチした場合やワンバウンド後の命中、相手の持つ盾やバトルボールに命中した場合の投球は無効となり撃破にはならない。
相手に投げられたボールをキャッチした場合や地面に落ちたボールを拾った場合、自分のボールにすることができる。
なお、両者が同時に互いを撃破する「相討ち」ならば、投げたボールが地面に先についた方の勝ちとなる。
バトルボール以外の武器もゲーム中に登場する（下記「アイテム」参照）。
「エリア」
貸し切られたテーマパークなどが「エリア」に設定され、プレイヤーはこの範囲内でゲームに参加する。エリア外へ出た場合は失格。陣地の概念はないため、通常のドッジボールではほぼ不可能な「至近距離まで詰めて投球する」なども可能。
「時間」
ゲームは設定された制限時間で行う。途中で通知される内容がゲーム時間と関わっていることがあり、特定の時間になると新たなルールが追加されることもある。最後の1人（1ペア）だけが残った時点でゲーム終了となる。ただし、時間切れの時点で2人（2ペア）以上残っていた場合は全員失格、賞金も没収される。
「忍」（シノビ）
無機質なアンドロイドという設定で登場し、目と指以外を覆い隠した忍者のような風貌をしている。「契約の腕輪（後述）」で契約すると動き出す。契約は原則として一度に1人1体（ペア戦の時は1ペア1体）までなので、すでに忍を従えている場合は新たに忍を獲得できず、獲得争奪ルールなどには参加自体できない。契約者に従うほか単独でも相手と戦うが、契約者か忍自身が撃破されると停止する。また、忍による撃破＝契約者による撃破となる。したがって『逃走中』の「ハンター」と異なり「プレイヤーを無差別に攻撃する無敵の存在」ではない。プレイヤーは、イベントや指令などを通じて「忍」の個体数を増加または機能停止させることはできるが、「忍」をゲームから排除することはできない。
プレイヤーと会話はできないが、プレイヤーの命令に従う（「敵を見つけたら手を叩いて知らせる」といった命令も可能）。ただし「鼻を拭く」「肩をもむ」などの戦闘以外の命令には従わない。パイロット版ではリアクションも少なめだったが、第1回では契約時や命令理解時にサムズアップしたり、契約者とともにカメラ目線でアピールするなどリアクションが増えている。第4回からはさらにリアクションが増え、契約者のギャグを一緒に行ったり、プレイヤーと握手やハイタッチ、さらにはガッツポーズなどをしてフォローするなど更に人間味が増したが、キスをしようとするなど過度なセクシャル・ハラスメントに対しては周囲の警戒アクションを取ることで回避しようとする。また、この回より忍の目線を映すカメラが付けられた（プレイヤーの顔写真・英語での名前が表示される。持ち主と敵に区別されるが、途中から敵の表示はなくなった）。
基本的には「忍」と呼ぶだけで契約者の命令に従うが、契約者が自らつけた名前でも命令に沿ってくれる。攻撃手段は基本的にプレイヤーと同じだが、忍専用の武具も登場する（下記参照）。
以下のように、特殊な装備を持つ忍も登場することがある。
- 大盾忍 - 身が隠れるほどの巨大な手持ち式の盾を装備しており防御力に優れるが、機動力で劣り、攻撃は不可。盾の大きさで相手に気づかれやすい。
- ビッグバトルボール忍 - 鎖付きの巨大なボールを装備。鎖付きのため手元を離れず何度でも連続投擲が可能。攻撃面に優れる反面、機動力やスタミナは低下して隙も大きくなり、ボールの大きさや鎖の音で相手に気づかれやすい。漢字表記は「大玉忍」。
- 双龍の忍 - 通常の忍が「契約の腕輪 双龍（後述）」によって2体1組で動く。最初からボールを2個ずつ・計4個所持。片方が撃破されると両方停止する。ただし第36回ではビックバトルボール忍と大盾忍の二体がペア行動を行い、どちらかのみが撃破された場合、残ったもう一体の忍はそのままプレイヤーを撃破に動く。再起動時に普通の契約の腕輪を装着した場合、単体の忍となる。

「アイテム」
ゲームを有利に進めるアイテム。バトルボール・忍以外のものは以下のとおり。忍以外のアイテムに関しては他プレイヤーとの譲渡は自由。相手プレイヤーを撃破した場合は相手プレイヤーの持つバトルボールおよび太字で記載したアイテムを奪い取ることが可能。
- 忍関係
  - 契約の腕輪 - 同色2個1組（コンビ戦のみ3個1組）の腕輪で、起動前もしくは停止中の忍と、プレイヤー自身の両方に付けることで、契約成立して忍が起動する。
    - 契約の腕輪 双龍 - 一度に忍2体を「双龍の忍」として従える効果の腕輪。

  - 忍の盾 - プレイヤーの盾と同じ用途だが、忍専用であり、装着するタイプ。
  - ビッグバトルボール - 忍専用で、通常の忍をビッグバトルボール忍にグレードアップできる。
  - 双龍の巻物 - 特定の場所でこれを読むと、「契約の腕輪 双龍」により双龍の忍と契約できる。
  - 龍の鍵 - 双龍の忍が封印されている祠を開けるための鍵。金と銀の2本が存在する。発信機を搭載しているため、リアルタイムで鍵の場所を確認できる。
  - ビッグバトルボール忍の卵 - 購入するとタイマーが作動し、15分後に武器屋に戻るとビッグバトルボール忍が手に入る。所持するとメールで全プレイヤーに通知される。

- プレイヤー関係
  - 盾 - 手持ち式で、相手の攻撃をガードできる（ガードした場合は攻撃が無効）。女性プレイヤー（ニューハーフ含む）はゲーム開始時から装備している。
  - バックシールド - プレイヤーの背中に装着するタイプの盾で、背後からの攻撃をガードできる。収納部分を引き出せば背中から腰-尻の部分まで防げる。
  - バトルランチャー - 高速で小さな弾を発射して相手を撃破できる。弾数は5発（再利用不可）、射程は15m。重さは約10kg。弾込めは手動でリロードの隙ができる。装飾が施された「デコ・ランチャー」も用意されていた。
  - バトルシューター - スリングショットで小さな弾を打ち出して相手を撃破できる。弾は4球（再利用不可）。
  - 盾付きバトルシューター - 手持ち式の盾にバトルシューターの機能が付け加えられたもの。射撃と防御が同時にできる。

- 武器屋関係
  - 武器屋半額チケット - 武器屋で使用すると通常の半額でアイテムを購入できる。一回限り有効。

- 武器関係
  - 弾 - バトルランチャー、バトルシューター（盾付きも含む）、レッドクロウの武器に使用される再利用できない小型の武器専用弾。撃破の効果についてはバトルボールと同じ。

- イベント関係
  - 誘導灯 - プレイヤーが持つことで、特定のキャラクターを任意の場所に誘導できる。

「クロウ」
第1回から登場したマスクにローブ姿のアンドロイド。主にイベント施設の運営や武器屋の営業を行う「ブラウンクロウ」、イベントでの障害役となる機械操縦に長けた「レッドクロウ」、籠を背負ったデリバリー担当の「ブルークロウ」の3種が登場している。
第4回からはブラウンクロウの役割が増え、アイテム没収などのペナルティ時の回収や、賞金の配布、エリア内の誰も拾わなかったこぼれ球を回収して1個15万円で販売しながらの巡回も行う。基本的に忍同様無表情が多いが、一部回ではトラブルに巻き込まれていたブルークロウが泣き出す一面も見せた。
「賞金」
各自最初から一定額の所持金があり、これを増やすために相手を撃破する。撃破した場合は相手の所持金全額を奪うことができる。なお、誰かが撃破するたびに現在の所持金が情報で通知される。撃破されるなどして失格になった時点で賞金はゼロとなる。また、複数人で結託してプレイヤーを撃破した場合、双方の合意があれば奪った所持金を複数人で分配することもできる。勝者になるとその時点の所持金を賞金として獲得する。『逃走中』や『クロノス』全般の多くのゲームとは異なり、時間経過での賞金増減はない。取り扱いは1万円単位。
ゲームスタート時の賞金総額は『逃走中』や『クロノス』全般と比較すると非常に高額であるが、これは後述する「イベント」による賞金の消費があるためである。
「ミッション（指令）」
本部からプレイヤー全員に通知され、通常ルールと並行して行う。参加は自由。原則的に時間制限があり、達成により有利になる内容と、失敗により不利になる内容に大別される。
「通達」
ゲーム中に本部から一方的に伝えられる、新たなルールなど。有利・不利は内容により様々だが、指令と異なり、不参加によるペナルティが存在しないもの・ルール自体の変更・強制参加となるものなどが中心。
「イベント」
第1回以降登場。手持ちの所持金を支払い、アイテムの購入やミニゲームに挑戦できる。ただし所持金を使うと賞金も減るシステム上、使わないのも戦術である。また、不注意などにより所持金を使い切ると失格となる。
武器屋 - アイテムの購入・売却ができる（売却は金額を設定した物のみ）。お品書きは渡されたパンフレットに書かれており、多くは在庫が有限。忍が販売されていることもある。入口でブラウンクロウが見張り、一度に1人・1ペアしか入れない。
闘技場 - 特設ステージにて同人数で対決を行い、勝てば報酬が手に入る。使えるのは場内の専用ボール数個（本戦とは色が異なる）のみで、互いの陣地から投げ合う（センターラインを越えてはならない）。異なる性能の忍が用意されている場合は早い者勝ちで、忍のストックがなくなると閉鎖される。参加料が必要な場合もあり、勝負結果に関係なく払い戻しはないが、負けても失格にはならない。
女性へはハンデとして、第2回までは盾のみ持ち込み可能。第3回以降は全てのアイテムが持ち込み不可能になったが、女性同士でなければ陣地が相手より広くなる（男女混合ペアの場合も同様）。なお忍は男性扱いになる。
「エスケープ」
ゲームを途中でリタイアする行為。成立すると所持金をそのまま賞金として獲得するため、優勝賞金より高額な賞金を獲得することも出来る。また、所持金総額のうちエスケープした者の分が持ち去られる形になるため、所持金の取り合いになる性質上、残ったプレイヤーはより少ない所持金を奪い合う。第1回以降は残り生存者数・残り時間が一定以下になると禁止される。
- エスケープ用電話 : 『逃走中』同様に番組側で制作した特設ボックスの中に、ケーブルで繋がった専用の携帯電話から本部に電話をかけて、エスケープを申告した時点で成立。
- エスケープボックス : 番組側で制作した特設エスケープボックスのボタンに指紋を当てて、認証された時点で成立。
- メール告知 : 手持ちの携帯電話で他のプレイヤー全員にメールでエスケープを宣言し、10分間生存で成立。
- エスケープボックス告知 : 特設エスケープボックスのボタンに指紋を認証すると全員にメールが一斉に送信され、5分間生存で成立。

### 第2期
「プレイヤー」
「野球選手中心のチーム」「芸人中心のチーム」というように、各ジャンルの共通するメンバーが集まりチームを結成。そのチーム同士で戦う形となる。
「バトルボール」
第8回では第7回までと同様のデザインが施されたバトルボールだったが、第9回からリニューアルされ『戦闘中』のイメージマークである手裏剣が記された赤色の小型ボールとなった。
「エリア・ステージ」
これまで同様貸し切られた場所が「エリア」に設定されるが、その中でいくつかの「ステージ」に分かれており、各ステージごとにそのエリアでゲームを行う。これまでは戦闘中の世界観に合わせ和風のエリアのみだったが、第9回では「無人のショッピングモール」「森や廃材置き場（サバイバルゲームフィールド）」がエリアとして登場した。
各ステージでは「1チームのメンバー全員による挑戦」「チーム同士による1対1など少人数での対決」がメインとなっており、各ステージで勝利するごとに、忍を獲得できる「バトルコイン」の獲得や相手チームメンバーの脱落など優勝に近づく様になり、最後に行われる「最終決戦」で勝利したチームが優勝となる。
「時間」
賞金の変動などはないが、一部のステージでは時間制限がある。またタイムアタック方式のステージも登場した。
「賞金」
基本的に優勝したチームのみが事前に決められた賞金を獲得する。
「忍」
デザイン等は変わらないが、主に各ステージにおける関門の役割としてプレイヤーに立ちはだかる。なおこれまでオプション装備だった「忍の盾」が標準装備となった。
「クロウ」
これまで同様ブラウンクロウ、ブルークロウに加え、茶色のローブを着てプレイヤーをランチャーで狙撃する「スナイパークロウ」も登場した。
「実況」
これまでのゲームと異なり、マークによるナレーションは状況説明のみとなった。ゲーム中は実況によってゲーム状況やリプレイでの補足を行い、進行する形となっている。
実況者は第8回では福永一茂（当時フジテレビアナウンサー）、第9回では矢野武（フリーアナウンサー）が担当。

### 第3期
これまでのような個人戦に加え、後半ではプレイヤーと忍が対決するチーム戦が行われた。
「プレイヤー」
第1期同様、20人前後の規模で行う。
「装備」
第9回から使用された赤色のバトルボール（ただしデザインが第9回のものとは若干異なっている）が、ゲームスタート時に男性プレイヤーに2個ずつ支給される。第10回では女性プレイヤーにはバトルランチャー（バトルガン）4丁（このため全プレイヤーが保護メガネを着用）、第11回ではバトルボール2個と盾（こちらもデザインが第2期以前のものとは異なる）が支給される。他のプレイヤー・忍が落としたバトルボールの拾得や、チーム戦での他のメンバーとのバトルボールの融通も可能。
「賞金」「アイテム」(第11回)
賞金は無く、「優勝者には名誉が与えられる」とのみ事前に説明されている。このため所持金を消費してアイテムを入手することは出来ず、特定のミッションをクリアして入手することができる。
ただし、イベントの一つとして「闘技場で『双龍の忍』を倒せたらボーナス賞金」という形で賞金を手に入れるチャンスも存在する。
- 盾:これまでとは異なり手持ち式から前述の「忍の盾」同様に装着するタイプに変更された。
- バトルガン:ハンドガンタイプの小型銃。高速で弾を発射する。1丁につき1発のみ撃つことができ、1セット4丁用意される。第10回では「バトルランチャー」という名前で女性プレイヤー専用のアイテムだった。
- バトルシールド:盾と鎖付きバトルボールが一体となったもの。防御しつつ振り回して攻撃することができる。
- ビッグバトルボール:プレイヤーが装備できるビッグバトルボール。灰色の忍用に対し金色となっている。
- 腕輪:前半戦最終ミッションで獲得することができる金と銀の腕輪。強制失格を回避するために必要となる。腕輪を持つプレイヤーを撃破すれば奪うことができる（所有権が移動するのは撃破した瞬間となる）。

「ゲーム展開」
前半戦
プレイヤー全員による個人戦。制限時間は「無制限」と説明されているものの、ゲーム中盤にクリア出来る人数が限られている上、クリア出来なかった者は強制失格となるミッションが発令されるため、事実上制限時間が存在する。
敗者復活戦or復活ミッション
前半戦終了後、失格者を復活させる敗者復活戦やゲーム内での復活ミッションを行う時がある。但し、ミッションでは逆に忍が復活するリスクを持つことがある。なお、復活者の装備は基本的にスタート当初の初期装備状態で行う。
後半戦
前半戦で生き残ったプレイヤーたちによる「プレイヤー軍」と忍による「忍軍」によるチーム戦。制限時間内に忍軍を全滅させることができればプレイヤー軍の勝利。プレイヤーの全滅か時間切れでゲームオーバーとなる。
プレイヤー軍の装備は丸腰からスタートし、エリア内に点在しているバトルボールやバトルランチャーを回収する必要がある。ただし、プレイヤーのスタートから90秒後に忍が放出される。
「忍」
デザイン等はこれまで通り。自動的に戦況を判断したり、不審な状況での警戒や不利な状況での撤退、待ち伏せによる奇襲を行うようになった他、2体が連携し挟撃を仕掛けることもある等、過去作以上に人間味が増した。また、これまでの通常の忍やビッグバトルボール忍だけでなく新しい特殊忍も追加される。
- ランチャー忍:強力なランチャーを持ち遠距離から狙撃する。予備の弾も持ち合わせているため弾切れを狙う持久戦も難しいが、単発のため弾を装填する際は無防備となることから一時的に身を隠す。
- 双龍の忍:ビッグバトルボール忍と大盾忍のペア。大盾忍はこれまでと異なり大盾を半分にし両手に装備するタイプに変更されている。また、これまでと違いどちらか一方が撃破されてももう一方は停止しない。

「クロウ」
第11回でブルークロウが登場。ミッションクリア者に対するアイテムの配達のための自転車で配達。また、闘技場への誘いやエリア封鎖の見張り役なども務める。
バトルアイテム獲得時にはテスト役を引き受け、痛がりつつも激励をしたり、プレイヤーからアイテムを借りたいと頼まれると承諾するなどリアクションはさらに増した。

### 第4期
第3期とは逆にプレイヤー全員で忍と戦う「1stSTAGE」、賞金総取りを賭けた個人戦の「2ndSTAGE」に分かれる。
「ゲーム展開」
1stSTAGE
プレイヤー全員で時間内に忍・影忍の軍団を撃破し賞金を稼ぐ。忍1体につき20万円、影忍1体につき5万円積立。ただし撃破されると失格。装備は各プレイヤーバトルボール2個からスタート。プレイヤーには「タイムアップ時の賞金を生存者で山分けする」と伝えられているが、1stSTAGE終了時に総取りを賭けた2ndSTAGEへ進むことが明かされる。
2ndSTAGE
第1期同様個人戦となり、最後まで残ったプレイヤーが賞金を総取り。装備は1stSTAGE終了時点の物が引き継がれる。
敗者復活戦or復活ミッション
第3期同様失格者を復活させる敗者復活戦やゲーム内での復活ミッションを行う時がある。但し、ゲーム中は全員丸腰で動きプレイヤーは敗者復活を阻止する。復活後装備はバトルボール2個でスタート。
果たし状
指定エリアにある果たし状に指定者と自分の名前を書きブラウンクロウに届けさせれば闘技場で1対1のタイマンを行い指定者が勝てば相手の忍を奪う事が出来る（ただし撃破されても失格にはならない）またセットであった闘技場は今回は影忍が円をかこった状態で行う。武器は影忍が持っているバトルボール。
「忍」
従来の忍（デフォルトでバトルボール2個・盾装備）やビッグバトルボール忍に加え、新たに開発した忍がプレイヤーの味方・敵として登場する。
- 影忍:前半戦で登場する忍の護衛。指揮する忍の指示に従い奇襲や挟み撃ちを仕掛ける。装備はバトルボール1球のみ。バトルボールが無いなど不利な状況下では無理せず撤退する。また、水中に身を潜め隙をついて攻撃する個体も登場する。
- 怪力忍:パワーに優れた忍。バトルシールドを使い、防御から攻勢に転じるカウンター攻撃が得意。機動力の低さとスタミナ切れが早いのが弱点。
- キッズ忍:子供の忍。ソフトボールサイズの小型のバトルボールを使い、通常よりも速球かつ見えにくく避けづらい。また、予備の球も用意しており連射力も高い。
- くのいち:女性の忍。バトルガンを使った二丁拳銃スタイルで相手を素早く狙い撃つ。

「賞金」
1stSTAGEで積み立てた賞金を2ndSTAGE勝者1人のみが総取りできる。ただし、エスケープによるリタイアは不可能で、時間内に決着がつかなければゲームオーバー。

### ハワイ編
「逃走中大みそかSP」内で実施されたルール。
「VS忍｣
闘技場で忍（バトルボール2個・盾装備）と1対1のタイマン対決。闘技場のセットは第12回同様影忍で囲われている。

### その他
「世界観」
『逃走中』（単発放送）の第22回以降に使用されているミニドラマ「クロノス社」で使われている各種ロゴが使われているほか、同ミニドラマの世界設定としては『逃走中』と同時開発されており、逃走中に続く形で開催するという設定である。クロノス社のエンタテイメント部門チーフの高月ハンゾウ（演 - 高知東生）が『戦闘中』の開発者兼ゲームマスターとして、「忍」開発担当の水無月ユリエ（演 - 上原歩）が高月の助手として『戦闘中』の運営に携わる。
第10回からは『逃走中』の3代目ゲームマスターを務める青山シズカ（演 - 足立梨花）が2代目ゲームマスターに就任しゲームを運営している。
テーマ曲・BGM
パイロット版から「Hotaka (Uber Tmar Remix) （ジュノ・リアクター）」が番組テーマ曲及び戦闘時のBGMとして使用されているが、第10回から番組内のBGMはフルカワユタカ製作の番組オリジナルの物に変更された。
ネット配信とDVD
一部の回はFODでネット配信が行われており、有料でいつでも視聴することが可能である。また、本放送終了後は逃走中同様TVerで最新回の一定期間無料配信が行われている。
DVDにはそれぞれ、特典映像としてテレビでは放送されなかったシーンが収録され、内容はゲーム前のエリア内下見・撃破されたプレイヤーのその後・敗者の部屋・勝者の様子などが見られる。但し本編は著作権の関係で主要BGMはリミックスされ、一部映像の差し替え・カットなどが行われている。
- 『戦闘中』〜初陣〜：2012年9月19日発売
- 『戦闘中』〜第二陣〜 大江戸忍大戦：2013年3月20日発売
- 『戦闘中』〜第三陣〜 激突!忍ヶ原の乱：2013年7月26日発売
- 『戦闘中』〜第四陣〜 欲望と戦場の絆：2013年10月16日発売
- 『戦闘中』〜第五陣〜 欲望の都：2014年4月16日発売
- 『戦闘中』〜第六陣〜 恐竜の乱：2014年11月28日発売
- 『戦闘中』〜第七陣〜 忍の卵を守りぬけ：2015年4月15日発売
- 『戦闘中』〜第八陣〜 アスリート天下統一戦：2016年9月2日発売

## 放送リスト
放送日時は全てフジテレビでの初回放送時の日程。
| 回数 | 放送日時       | 放送時間      | サブタイトル               | 舞台 | 備考                                                                                             |
| ---- | -------------- | ------------- | -------------------------- | --- | ------------------------------------------------------------------------------------------------ |
| P    | 2012年3月31日  | 1:20 - 3:10   | 第零陣                     | 廃墟と化した江戸の町 （ワープステーション江戸）                                                             | パイロット版                                                                                     |
| 1    | 2012年5月19日  | 21:00 - 23:10 | 初陣                       | 無人の江戸の町 （日光江戸村）                                                                               |                                                                                                  |
| 2    | 2012年10月14日 | 19:00 - 20:54 | 第二陣 「大江戸忍大戦」    | 無人の江戸の町 （日光江戸村）                                                                               | 『逃走中』と2週連続放送                                                                          |
| 3    | 2013年4月7日   | 19:00 - 21:54 | 第三陣 「激突!忍ヶ原の乱」 | 赤坂村・青山村 （房総のむら）                                                                               | 初の3時間SP 『逃走中』と2週連続放送                                                              |
| 4    | 2013年6月30日  | 19:00 - 21:54 | 第四陣 「欲望と戦場の絆」  | 江戸の町 （日光江戸村）                                                                                     |                                                                                                  |
| 5    | 2014年1月12日  | 19:00 - 20:54 | 第五陣 「欲望の都」        | 平安の都 （えさし藤原の郷）                                                                                 | 『逃走中』と2週連続放送                                                                          |
| 6    | 2014年7月13日  | 19:00 - 20:54 | 第六陣 「恐竜の乱」        | 江戸の町 （日光江戸村）                                                                                     | 『逃走中』と2週連続放送 コンビ戦                                                                 |
| 7    | 2015年1月4日   | 19:00 - 20:54 | 忍の卵を守りぬけ           | 房総のむら                                                                                                  | コンビ戦                                                                                         |
| 8    | 2016年5月15日  | 19:00 - 20:54 | アスリート天下統一戦       | ワープステーション江戸                                                                                      | チーム戦                                                                                         |
| 9    | 2018年5月13日  | 19:00 - 21:54 | 超人サバイバル大決戦       | 第1ステージ〜第6ステージ ロングウッドステーション 決勝ステージ・最終決戦 ナンバーナインシューティングクラブ | チーム戦                                                                                         |
| 10   | 2021年3月21日  | 19:00 - 21:54 | 大江戸決戦!忍の乱          | 江戸の町 （日光江戸村）                                                                                     | この回より番組ロゴが変更 前半 個人戦 後半 プレイヤー軍vs忍軍のチーム戦                           |
| 11   | 2021年10月24日 | 19:00 - 21:54 | 忍の逆襲                   | 江戸の町 （日光江戸村）                                                                                     | 前半 個人戦 後半 プレイヤー軍vs忍軍のチーム戦                                                    |
| 12   | 2022年10月9日  | 19:00 - 21:54 | 激突!最強VS最強            | 伊豆修善寺 虹の郷                                                                                           | 番組ロゴが第9回以前のものに変更 賞金制度復活 1stSTAGE プレイヤーvs忍軍団の団体戦 2ndSTAGE 個人戦 |
| RFM  | 2022年12月31日 | 17:00 - 23:45 | VS忍                       | アラモアナビーチ                                                                                            | 史上初『逃走中』内で放送                                                                         |

## スタッフ
※第12回放送終了時点
- 編成企画・企画：高瀬敦也（第1回 ‐ 第6回）→石川綾一（第7回-8回）→ 渡辺恒也（第12回 - 現在）
- 監修:秋永真吾、庄司裕暁
- 構成：鈴木雅貴、渡邊勇徳、廣田勇人、石原大二郎
- ナレーター：マーク・大喜多
- テクニカルプロデューサー：平山彰（共同テレビジョン）
- テクニカルディレクター：清水貴能（共同テレビジョン）
- CAM:山田充弘、所真沙樹
- 編集：永田雅士、佐藤豊、石鍋孝敏（映像通信）
- MA：高橋正敏（映像通信）
- VFX：萩原典隆（Hagi-Lab.）
- CG：キャニットジー
- 美術：吉良久仁子
- アートコーディネーター：平山雄大
- 美術デザイン：→今長和宏
- システム（エンジニア）：金子聡史
- 音響効果：佐藤卓嗣 (278)
- 車両：田中龍一
- メイク：TATSU
- スタイリスト：白髪英里
- 衣装デザイン：田中洋子、石井郁留
- 技術協力：共同テレビジョン、fmt、TACT、富士空撮サービス、ジャパンエニックス、赤坂デジタルセンター、映像通信、東京オフラインセンター
- 美術協力：フジアール
- 衣装協力:HyperV
- 音楽協力:フルカワユタカ、フジパシフィック音楽出版
- 協力:トップシーン、ヴィータ、LOGIC、京セラ
- 広報：高橋慶哉
- TK：盛山潮里
- デスク:樋口麻紀
- ステール:石山貴史
- 制作プロデューサー：平山顕大
- 制作進行：村上武政
- キャスティング：松原里依
- 設営:村山学
- アシスタントプロデューサー：芦栞大希、飯田芽久
- アシスタントディレクター：小林勤太、佐藤光樹、石井大輝、青木俊輔、田中真緒、軽部瞬
- ディレクター：石丸達也、広田剛己、萩原正雄
- 演出：海老澤和也
- 総合演出：瀧澤卓
- プロデューサー:加藤大
- チーフプロデューサー：笹谷隆司（FCC）
- 制作協力：FCC
- 制作著作：フジテレビ

## 派生商品
戦闘中バトルディスクアクション
バンダイから2013年8月3日に発売された公式ボードゲームの第2弾（2人-6人用）。
『逃走中 THE ボードゲーム』のフォーマットにあてはめ、体力制でカードを使ったじゃんけんやダイスを使ってバトルを判定していた前作とは異なり、バトル用のボードにコマを配置した上で、専用のディスクをシューターで発射してバトルを判定する。コマの台座がボウル状になっていて、ディスクを当てられて倒されたら撃破となる。
戦闘中バトル消しゴム
ガシャポンで販売されている。
単体で遊ぶことも、戦闘中バトルディスクアクションと組み合わせて遊ぶこともできる（単体で遊ぶ場合は4種類のルールがあり、専用の「パワーアップパーツ」を差し込むこともできる）。

祝20周年 逃走中×戦闘中 シールで遊べる絵さがしBOOK ISBN 4299056183
宝島社から2024年6月20日に発売された知育絵本。逃走中の逃走者・ハンター、戦闘中のプレイヤー・忍と様々な立場から絵ががしに挑戦する本。

## 家庭用ゲーム

### 戦闘中 伝説の忍とサバイバルバトル!
バンダイナムコゲームス（現：バンダイナムコエンターテインメント）から2013年10月17日に発売されたニンテンドー3DS用ソフト。本作ではゲームオリジナルとして女版忍『くノ一』が登場する。その他にも、本作オリジナルのアイテムや装備品も多数追加されているが、番組と異なるルールもある。

### 超・戦闘中 究極の忍とバトルプレーヤー頂上決戦!
バンダイナムコエンターテインメントから2016年9月15日に発売されたニンテンドー3DS用ソフト。前作と比べ、新たに自分だけの忍を育てるマイ忍、一本道を走破しながらクリアタイムを競うチャレンジモード、そのステージ専用のオリジナル忍等が追加されている。

### 超・逃走中&超・戦闘中ダブルパック
バンダイナムコエンターテインメントより2018年11月29日に発売されたNintendo Switch向けソフト。過去に発売されたニンテンドー3DS用の「超・逃走中」と「超・戦闘中」をSwitch対応にして一本にしたもの。ソフトの特徴は過去に発売された3DS版に準ずるが、リマスターされたことによりマップ・キャラクター・ムービー等がより高画質となりリアルになった。マップも、描写に光と影が入ったことによって相手プレーヤーの位置を把握したりと番組さながらのスリリングな体験が可能になっている。また、TVモードでは人数分のJoy-conを使うことによって、もしくはローカル通信での最大4人までの協力・対戦プレイも可能。